# Carme di Ildebrando

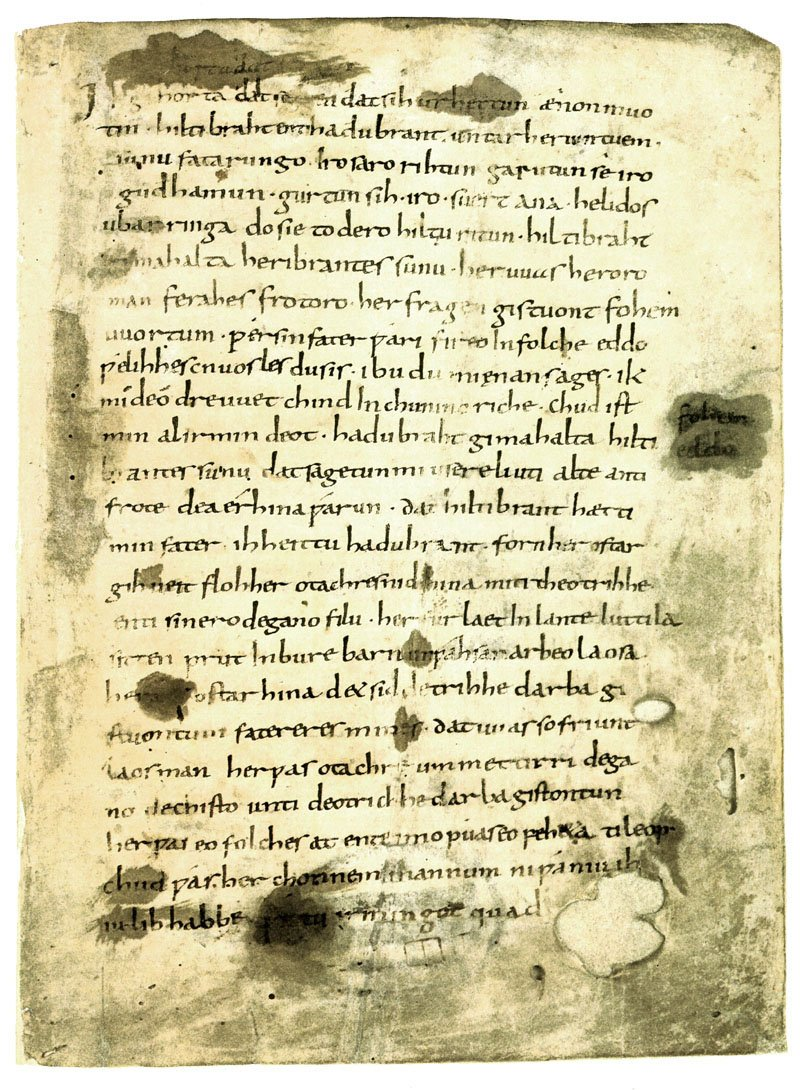
La prima pagina del manoscritto

Il Carme o Canto d'Ildebrando, o ancora, col titolo tedesco, Hildebrandslied, è un componimento poetico in alto tedesco antico (pur comprendendo elementi di sassone antico), risalente al periodo compreso tra la fine dell'VIII secolo e l'inizio del IX secolo. Si tratta di un componimento in 68 versi allitterati, parzialmente incompleti.
Tema del componimento è lo scontro fra il vincolo di sangue e il vincolo d'onore: Hildebrand e Hadubrand, padre e figlio, fanno parte di due eserciti nemici e si trovano costretti allo scontro in duello. La focalizzazione dei contenuti dell'opera sull'incidenza pregnante del Fato nei riguardi degli eventi del mondo, a scapito di ogni riferimento all'ambito religioso, resero questo lavoro innovativo rispetto all'epica tradizionale. Infatti il padre è costretto a combattere contro il figlio per non fare diventare schiavi i suoi uomini e quindi togliere il padre ad altre persone come e successo a suo figlio.